# Obóz pracy przymusowej w Jędrzejowie
Obóz pracy przymusowej w Jędrzejowie (niem. Zwangsarbeitslager für Juden Jędrzejów) – obóz pracy przymusowej na terenie Generalnego Gubernatorstwa, w Jędrzejowie na Kielecczyźnie.
Istniał w okresie od 11 września 1942 do 22 marca 1943 i był przeznaczony dla ludności żydowskiej.